# Гелен Гурлей
Гелен Гурлей Коулі (англ. Helen Gourlay Cawley, до одруження Гурлей) — австралійська тенісистка, п'ятиразова чемпіонка турнірів Великого шолома в парному розряді.
Гурлей двічі грала в фіналах турнірів Великого шолома в одиночному розряді, але обидва рази програла співвітчизниці Івонн Гулагонг. Чоловіки обох тенісисток носили прізвище Коулі, але не були пов'язані родинними зв'язками. Гурлей і Гулагонг виграли два турніри Великого шолома, граючи в парі.

## Значні фінали

### Турніри Великого шолома

#### Одиночний розряд: 2 фінали
| Результат | Рік  | Турнір                    | Поверхня | Супротивниця         | Рахунок  |
| --------- | ---- | ------------------------- | -------- | -------------------- | -------- |
| Поразка   | 1971 | French Open               | Ґрунт    | Івонн Гулагонг       | 3–6, 5–7 |
| Поразка   | 1977 | Australian Open (грудень) | Трава    | Івонн Гулагонг Коулі | 3–6, 0–6 |

#### Пари: 8 (5 титулів)
| Результат | Рік       | Турнір          | Поверхня | Партнерка       | Супротивниці                       |                                           |
| --------- | --------- | --------------- | -------- | --------------- | ---------------------------------- | ----------------------------------------- |
| Поразка   | 1971      | French Open     | Ґрунт    | Керрі Гарріс    | Франсуаз Дюрр Гейл Шанфро          | 4–6, 1–6                                  |
| Перемога  | 1972      | Australian Open | Трава    | Керрі Гарріс    | Патрісія Коулмен Карен Кранцке     | 6–0, 6–4                                  |
| Поразка   | 1974      | Wimbledon       | Трава    | Карен Кранцке   | Івонн Гулагонг Пеггі Мічел         | 6–2, 4–6, 3–6                             |
| Перемога  | 1976      | Australian Open | Трава    | Івонн Гулагонг  | Рената Томанова Леслі Тернер Баурі | 8–1                                       |
| Перемога  | 1977(Jan) | Australian Open | Трава    | Даєнн Фромгольц | Керрі Мелвілл Рід Бетсі Нагелсен   | 5–7, 6–1, 7–5                             |
| Поразка   | 1977      | French Open     | Ґрунт    | Рейні Фокс      | Регіна Маршикова Пем Тігарден      | 7–5, 4–6, 2–6                             |
| Перемога  | 1977      | Wimbledon       | Трава    | Джоанн Расселл  | Мартіна Навратілова Бетті Стеве    | 6–3, 6–3                                  |
| Перемога  | 1977(гру) | Australian Open | Трава    | Івонн Гулагонг  | Мона Геррант Керрі Мелвілл Рід     | титул розділено, фіналу не було через дощ |

## Виноски
1. ↑  Player Profile // WTA website
2. ↑  Bostic, Stephanie, ред. (1979). USTA Player Records 1978. United States Tennis Association (USTA). с. 181.

| Тенісист | Це незавершена стаття про тенісиста чи тенісистку. Ви можете допомогти проєкту, виправивши або дописавши її. |